# شمس الدين الخيالي
شمس الدين أحمد بن موسى الرومي الخيالي الحنفي (ت: 870 هـ) عالم وفقيه أصولي حنفي. من تصانيفه: شرح جواهر العقائد (نونية خضر بك)، حاشية على شرح تجريد العقائد العضدية للشريف، وكتاب شرح العقائد النسفية.